# Ривер Плейт
«Ри́вер Плейт» (исп. Club Atlético River Plate) — аргентинский спортивный клуб из города Буэнос-Айрес, наиболее известный благодаря выступлениям футбольной команды. Основан 25 мая 1901 года. Является одним из наиболее популярных клубов Аргентины. Клуб 38 раз становился чемпионом Аргентины по футболу, что является национальным рекордом. Также команда четыре раза (в 1986, 1996, 2015 и 2018 годах) выигрывала Кубок Либертадорес и один раз (в 1986 году) — Межконтинентальный кубок.
«Ривер Плейт» занял девятое место в списке лучших футбольных клубов XX века по версии ФИФА и 3 место — в списке лучших южноамериканских клубов XX века по версии IFFHS.
Принципиальным соперником клуба является другой клуб из столицы Аргентины, «Бока Хуниорс», а их противостояние, имеющее название Суперкласико, является одним из старейших дерби за всю историю футбола.
В клубе культивируется несколько десятков видов спорта. Команда по женскому футболу более 10 раз становилась чемпионом Аргентины. Трое игроков сборной Аргентины по баскетболу, ставшей в 1950 году первым чемпионом мира, представляли «Ривер Плейт», на базе которого сборная вела подготовку к турниру. Одиннадцать членов клуба «Ривер Плейт» представляли Аргентину на Олимпийских играх по плаванию. Чемпионами Аргентины были команды «Ривера» по мужскому и женскому волейболу, мини-футболу, гандболу. С детства в клубе занималась теннисом победительница Открытого чемпионата США 1990 года Габриэла Сабатини.

## История

### Любительская эра
Образован в результате объединения двух столичных клубов «Росалес» и «Санта Роса» 25 мая 1901 года. Своё название клуб получил по имени эстуария Ла-Плата. Так как у истоков его создания стояли англичане, то и название он получил английское. На одном из ночных карнавалов группа игроков и болельщиков украла огромную ленту из красного шёлка, разрезала её на части и прикрепила к футболкам. Так появилась знаменитая диагональная полоса на футболке команды. Благодаря красной полосе на футболках «Ривера» команду также называют «El equipo de la banda roja» (команда с красной полосой) или просто «La banda».
В настоящее время клуб располагается в районе Нуньес в Буэнос-Айресе и выступает на стадионе «Мас Монументаль» (Mâs Monumental). История переезда клуба из своего исторического района весьма интересна. «Ривер Плейт» был создан раньше «Боки», и оба клуба располагались в одном районе города — Ла-Бока. Руководители клубов решили, что они должны разъехаться в разные районы Буэнос-Айреса. В матче между двумя клубами должен был определиться тот, кто покинет район. Проиграл «Ривер Плейт», после чего клуб переехал сначала в Палермо, а затем в Нуньес, в северной части города в 1923 году.

### Ла-Макина (1930—1960-е)

«Ривер Плейт» — чемпион Аргентины 1942

В начале 1930-х годов «Ривер Плейт» приобрёл Бернабе Феррейру, причём сумма сделки не разглашалась. После этого к клубу приклеилось прозвище «Los millonarios» (Миллионеры).
До введения профессионализма в 1931 году «Ривер» выигрывал лишь один любительский чемпионат Аргентины, в 1920 году. После профессионализации «Ривер» выдвинулся в лидеры аргентинского футбола и по количеству чемпионских титулов не знает себе равных во всей Аргентине. Первое чемпионство 1932 года «Ривер Плейт» завоевал в упорной борьбе с «Индепендьенте» — соперники обменялись сокрушительными поражениями друг от друга: «Индепендьенте» — «Ривер» — 5:0, «Ривер» — «Индепендьенте» — 6:0. В 1930-е годы «Ривер» трижды становился чемпионом Аргентины и самой яркой звездой клуба был Бернабе Феррейра (1932—1939), забивший в 184 матчах 187 голов. В эти чемпионские для себя годы у «Ривер Плейта» зародилась неприятная традиция проигрывать в самый неподходящий момент середняку аргентинского футбола «Уракану», сохраняющаяся до сих пор.
Начиная с 1940-х годов этот период в истории команды принято называть эрой «Ла Макины». В 1941 и 1942 годах (ни одной победы над «Ураканом» за 2 года) — взошла звезда Анхеля Амадео Лабруны. Следующие годы — жёсткое противостояние с «Бокой Хуниорс», чемпионства 1945 и 1947 годов с Альфредо Ди Стефано в составе. В 1950-е годы игра «Ривера» стала настоящим эталоном — половину чемпионатов того десятилетия выиграла эта команда. Игрок «Ривера» Омар Сивори стал 3-кратным чемпионом Аргентины в то десятилетие, а затем уехал играть в «Ювентус».

### Новейшая история
Следующие 17 лет «Ривер» не мог стать чемпионом Аргентины, причём вторые места в этот период он занимал 11 раз. В 1962 году подножку поставил «Уракан» (поражение на самом финише, ничья в начале чемпионата), более реальных возможностей для первого места не было. В 1966 году в качестве вице-чемпиона Аргентины «Ривер Плейт» дошёл до финала Кубка Либертадорес, но уступил «Пеньяролю». Одно из прозвищ команды, в частности, — «gallinas» (цыплята). Это прозвище родилось после игры с уругвайским «Пеньяролем», когда «Ривер» вёл 2:0, но в итоге проиграл 2:4. Игра проходила в розыгрыше Кубка Либертадорес в 1966 году. Кто-то из болельщиков уругвайской команды выпустил на поле курицу в знак унижения «Ривера».
Новая победная эра началась в 1975 году. Оба чемпионата того года были выиграны под руководством Анхеля Лабруны. В следующем году — поражение в финале Кубка Либертадорес, на этот раз от «Крузейро». Постепенно сформировалась мощная команда — Пассарелла, Луке, Оскар Ортис, Оскар Мас. В 1977 году Метрополитано команда выиграла, забив в 44 играх 83 мяча.
Уже в те годы, будучи самым титулованным клубом Аргентины, «Ривер Плейт» до 1986 года ни разу не был обладателем самого главного клубного турнира Южной Америки — Кубка Либертадорес. В том розыгрыше команде не везло с жеребьёвками — попадались самые сильные соперники: («Пеньяроль», «Бока Хуниорс», «Архентинос Хуниорс» (действующий чемпион), «Барселона» (Гуаякиль), «Америка Кали»), тем ценнее была победа, тем более что одержана она была очень убедительно. В конце года был завоёван и Межконтинентальный Кубок.
В годы последнего десятилетия XX века именно «Ривер Плейт» доминировал в чемпионатах Аргентины и на всём его протяжении имел наиболее стабильную команду. В 1996 году пришла вторая победа в Кубке Либертадорес, вновь в финале была повержена колумбийская «Америка». Как и 10 лет назад, в составе блистал уругваец Франческоли — идол болельщиков «Ривера». Кроме того, лидерами были Эрнан Креспо, Айяла, Ортега, Гальярдо.
Далее «Миллионеры» сосредоточились на внутреннем первенстве. В 2006 году команда впервые не смогла попасть в финал Кубка Либертадорес в году, оканчивающемся на цифру 6. В чемпионате Апертуры-2006 «Ривер Плейт» под руководством Даниеля Пасареллы занял третье место вслед за «Эстудиантес» и «Бокой Хуниорс», командой, игры с которой являются Суперкласико аргентинского футбола.
В 2011 году «Ривер» впервые в своей истории вылетел из Примеры. В матче последнего тура команда могла выиграть и избежать стыковых матчей, но уступила. Затем «Ривер» уступил «Бельграно» по результатам двухматчевого противостояния. Это сопровождалось массовыми беспорядками со стороны болельщиков команды. Однако уже в следующем сезоне «Ривер» вполне предсказуемо вернулся в элиту аргентинского футбола, а уже спустя два года вновь стал чемпионом Аргентины. Также в декабре того же 2014 года «Ривер Плейт» спустя 17 лет сумел выиграть очередной международный турнир — Южноамериканский кубок. Впоследствии под руководством Марсело Гальярдо «Ривер» дважды завоевал Кубок Либертадорес — в 2015 и 2018 годах. Триумф команды в 2018 году был омрачён безобразной выходкой фанатов «Ривера» — перед ответным матчем они забросали камнями автобус с футболистами «Боки Хуниорс», в результате чего несколько игроков получили травмы, а сам матч неоднократно переносился, и в итоге был сыгран на нейтральном поле в Испании.

## Достижения
Главная команда
- Чемпион Аргентины (38): 1932, 1936 (Кубок чемпионата), 1936 (Золотой кубок), 1937, 1941, 1942, 1945, 1947, 1952, 1953, 1955, 1956, 1957, 1975 (Метрополитано), 1975 (Насьональ), 1977 (М), 1979 (М), 1979 (Н), 1980 (М), 1981 (Н), 1985/86, 1989/90, 1991 (Ап), 1993 (Ап), 1994 (Ап), 1996 (Ап), 1997 (Кл), 1997 (Ап), 1999 (Ап), 2000 (Кл), 2002 (Кл), 2003 (Кл), 2004 (Кл), 2008 (Кл), 2014 (Фин), 2021, 2023
- Чемпионы Аргентины в допрофессиональный период (1): 1920 (AAmF)
- Победитель Примеры B Насьональ (1): 2011/12
- Обладатель Кубка Аргентины (3): 2015/16, 2016/17, 2018/19
- Обладатель Суперкубка Аргентины (3): 2017, 2019, 2023
- Обладатель Кубка Либертадорес (4): 1986, 1996, 2015, 2018
- Обладатель Суперкубка Либертадорес (1): 1997
- Обладатель Южноамериканского кубка (1): 2014
- Обладатель Рекопы Южной Америки (2): 2015, 2016
- Обладатель Евроамериканского суперкубка (1): 2015
- Обладатель Межамериканского кубка (1): 1987
- Обладатель Кубка банка Суруга (1): 2015
- Обладатель Кубка Альдао (5): 1936, 1937, 1941, 1945, 1947
- Обладатель Кубок Тай Компетишн (1): 1914
- Обладатель Межконтинентального кубка (1): 1986
- Финалист Клубного чемпионата мира (1): 2015
- Рекордсмен по количеству чемпионских титулов в Аргентине — 36.

Молодёжь
- Обладатель Молодёжного Кубка Либертадорес (1): 2012

## Текущий состав
| 1  | Флаг Аргентины | Вр  | Франко Армани (капитан)                  | 1986 |  |  |  |  |  |
| 25 | Флаг Аргентины | Вр  | Херемиас Ледесма                         | 1993 |  |  |  |  |  |
|    |                |     |                                          |      |  |  |  |  |  |
| 2  | Флаг Аргентины | Защ | Федерико Гаттони (в аренде из "Севильи") | 1999 |  |  |  |  |  |
| 4  | Флаг Аргентины | Защ | Гонсало Монтиэль                         | 1997 |  |  |  |  |  |
| 6  | Флаг Аргентины | Защ | Херман Песселья                          | 1991 |  |  |  |  |  |
| 13 | Флаг Аргентины | Защ | Лаутаро Риверо                           | 2003 |  |  |  |  |  |
| 14 | Флаг Аргентины | Защ | Леандро Гонсалес Пирес                   | 1992 |  |  |  |  |  |
| 16 | Флаг Аргентины | Защ | Фабрисио Бустос                          | 1996 |  |  |  |  |  |
| 17 | Флаг Чили      | Защ | Пауло Диас                               | 1994 |  |  |  |  |  |
| 20 | Флаг Аргентины | Защ | Мильтон Каско                            | 1988 |  |  |  |  |  |
| 21 | Флаг Аргентины | Защ | Маркос Акунья                            | 1991 |  |  |  |  |  |
| 28 | Флаг Аргентины | Защ | Лукас Мартинес Куарта                    | 1996 |  |  |  |  |  |
|    |                |     |                                          |      |  |  |  |  |  |
| 5  | Флаг Аргентины | ПЗ  | Матиас Краневиттер                       | 1993 |  |  |  |  |  |
| 7  | Флаг Парагвая  | ПЗ  | Матиас Рохас                             | 1995 |  |  |  |  |  |

| 10 | Флаг Аргентины | ПЗ  | Мануэль Лансини                            | 1993 |  |  |  |  |  |
| 18 | Флаг Аргентины | ПЗ  | Гонсало Мартинес                           | 1993 |  |  |  |  |  |
| 22 | Флаг Колумбии  | ПЗ  | Кевин Кастаньо                             | 2000 |  |  |  |  |  |
| 24 | Флаг Аргентины | ПЗ  | Энцо Перес                                 | 1986 |  |  |  |  |  |
| 26 | Флаг Аргентины | ПЗ  | Начо Фернандес                             | 1990 |  |  |  |  |  |
| 29 | Флаг Аргентины | ПЗ  | Родриго Альендро                           | 1991 |  |  |  |  |  |
| 31 | Флаг Аргентины | ПЗ  | Сантьяго Симон                             | 2002 |  |  |  |  |  |
| 34 | Флаг Аргентины | ПЗ  | Джулиано Галоппо (в аренде из "Сан-Паулу") | 1999 |  |  |  |  |  |
| 35 | Флаг Бразилии  | ПЗ  | Джорджо Костантини                         | 2006 |  |  |  |  |  |
|    |                |     |                                            |      |  |  |  |  |  |
| 8  | Флаг Аргентины | Нап | Максимильяно Меса                          | 1992 |  |  |  |  |  |
| 9  | Флаг Колумбии  | Нап | Мигель Борха                               | 1993 |  |  |  |  |  |
| 11 | Флаг Аргентины | Нап | Факундо Колидио                            | 2000 |  |  |  |  |  |
| 15 | Флаг Аргентины | Нап | Себастьян Дриусси                          | 1996 |  |  |  |  |  |
| 19 | Флаг Чили      | Нап | Гонсало Тапия                              | 2002 |  |  |  |  |  |
| 27 | Флаг Аргентины | Нап | Баутиста Дадин                             | 2006 |  |  |  |  |  |
| 32 | Флаг Аргентины | Нап | Агустин Руберто                            | 2006 |  |  |  |  |  |
| 38 | Флаг Аргентины | Нап | Иан Субиабре                               | 2007 |  |  |  |  |  |